# Srch
Srch är en ort i Tjeckien.   Den ligger i regionen Pardubice, i den centrala delen av landet, 100 km öster om huvudstaden Prag. Srch ligger 237 meter över havet och antalet invånare är 985.
Terrängen runt Srch är platt.Runt Srch är det ganska tätbefolkat, med 172 invånare per kvadratkilometer. Närmaste större samhälle är Pardubice, 5,0 km söder om Srch. Trakten runt Srch består till största delen av jordbruksmark.